# Departamento Monteros
Das Departamento Monteros liegt im Westen der Provinz Tucumán im Nordwesten Argentiniens und ist eine von 17 Verwaltungseinheiten der Provinz. Es grenzt im Norden an die Departamentos Tafí del Valle und Famaillá, im Osten an die Departamentos Leales und Simoca, im Süden an das Departamento Chicligasta und im Westen an die Provinz Catamarca. Die Hauptstadt des Departamento ist die gleichnamige Stadt Monteros.

## Geographie
Die Landschaft des Departamento Monteros präsentiert sich im Westen gebirgig mit Ebenen im Osten.

## Städte und Gemeinden
Das Departamento Monteros ist in folgende Gemeinden unterteilt:
- Acheral
- Amberes
- Capitán Cáceres
- El Cercado
- Los Sosas
- Monteros
- Río Seco
- Santa Lucía
- Santa Rosa y Los Rojo
- Sargento Moya
- Soldado Maldonado
- Teniente Berdina
- Villa Quinteros

Koordinaten: 27° 6′ S, 65° 36′ W